# Аутограм
Аутограм е шестнадесетият албум на Цеца, издаден на 25 юни 2016 г. от Ceca Music и съдържа 11 песни.

## За албума
Албумът е записан в периода 2015 – 2016 г. След 20 години сътрудничество, отсъства името на Александър Милич, който е композитор и продуцент на предишните албуми, но други имена от предишните албуми присъстват и тук – Дамир Ханданович, Марина Туцакович и Лиляна Йоргованович. Туцакович е автор на десет песни, а Ханданович е композитор на шест от единадесет песни в албума. Нови сътрудници са Мирко Гаврич, Боян Васич (автор на три песни), Кики Лесендрич и Биляна Спасич (с по една песен).
Албумът е стилистично по-колоритен от предишния. Вокалистка на някои от песните е Анастасия Ражнатович, дъщерята на Цеца. Гости в албума са момчетата от група Тропико бенд, с която Цеца записва песента Метар одавде.
Текстовете на песните са свързани с проблема за измамата, положението на жените, страданието и всичко останало, което върви с любовта.

## Песни
Албумът съдържа следните песни:
| №   | Име                           | Текст                                 | Музика           | Аранжимент                           | Продължителност |
| --- | ----------------------------- | ------------------------------------- | ---------------- | ------------------------------------ | --------------- |
| 1.  | Аутограм                      | Марина Туцакович, Милан Радулович     | Дамир Ханданович | Дамир Ханданович                     | 03:12           |
| 2.  | Добротворне сврхе             | Марина Туцакович                      | Боян Васич       | Марко Цветкович, Боян Васич          | 03:30           |
| 3.  | Дидуле                        | Марина Туцакович                      | Дамир Ханданович | Дамир Ханданович                     | 03:21           |
| 4.  | Трепни                        | Марина Туцакович                      | Боян Васич       | Марко Цветкович, Боян Васич          | 04:05           |
| 5.  | Метар одавде (с Тропико бенд) | Марина Туцакович, Александър Томич    | Боян Васич       | Марко Цветкович, Боян Васич          | 03:31           |
| 6.  | Анђео другог реда             | Марина Туцакович, Лиляна Йоргованович | Дамир Ханданович | Дамир Ханданович                     | 03:09           |
| 7.  | Луда за себе                  | Марина Туцакович                      | Зоран Лесендрич  | Зоран Лесендрич, Владимир Прерадович | 03:01           |
| 8.  | Цигани                        | Марина Туцакович, Лиляна Йоргованович | Дамир Ханданович | Дамир Ханданович                     | 03:25           |
| 9.  | Нетачан одговор               | Марина Туцакович                      | Дамир Ханданович | Дамир Ханданович                     | 03:25           |
| 10. | Јадна ти је моја моћ          | Марина Туцакович                      | Дамир Ханданович | Дамир Ханданович                     | 03:08           |
| 11. | Невиност                      | Биляна Спасич                         | Хусеин Алиевич   | Дамир Ханданович                     | 04:19           |

## Видео клипове
1. Невиност
2. Анђео другог реда

## Промоция

### Радио
Промоцията на албума по радиото е на 24 юни 2016 г., ден преди официалната дата на издаване.
| Дата        | Радиостанция | Песен    |
| ----------- | ------------ | -------- |
| 24 юни 2016 | Pink radio   | Аутограм |
| 24 юни 2016 | S3 Radio     | Цигани   |

### Телевизия
Телевизионната промоция на албума е на 28 юни 2016 г.
| Дата        | Предаване          | ТВ канал | Песен                                                     |
| ----------- | ------------------ | -------- | --------------------------------------------------------- |
| 28.06. 2016 | Pinkove zvezde     | ТВ Пинк  | Аутограм, Цигани, Трепни                                  |
| 2.07. 2016  | Ami G Show         | ТВ Пинк  | Невиност, Јадна ти је моја моћ, Добротворне сврхе, Дидуле |
| 13.07. 2016 | Ekskluziv specijal | Prva TV  | Интервю, представяне на албума                            |

### Концертна промоция
Първата концертна промоция на албума е на 7 юли 2016 г. в сръбския град Кончарево, който е първият град, част от четвъртото европейско турне на певицата.

## Успех в класации
Албумът Аутограм постига рекорд в интернет-портала Youtube. Песента Аутограм, за по-малко от един ден, надминава над милион гледания, което представлява рекорд за изпълнител от Югоизточна Европа. Гледанията на целия албум, в деня на споделянето му, надхвърля 7 милиона, за една седмица – 31 милиона, а за 10 дни – над 50 милиона гледания. За 2 седмици песента Аутограм е гледана над 10 милиона пъти.
| Година (2016)                  | Място |
| ------------------------------ | ----- |
| Balkanmedia Shop (бестселър)   | 1     |
| Radio Net (за класация топ 20) | 9     |
| Radio S3 (топ 20)              | 1     |

### iTunes
Албумът Аутограм е първият албум на Цеца, който може да бъде открит в международната iTunes класация. 
| Държава    | Дата         | Най-висок ранг |
| ---------- | ------------ | -------------- |
| Словения   | 28 юни 2016  | 13             |
| Австралия  | 25 юни 2016  | 56             |
| Германия   | 25. юни 2016 | 19             |
| Франция    | 25. юни 2016 | 80             |
| Швейцария  | 25. юни 2016 | 3              |
| Австрия    | 25. юни 2016 | 7              |
| Канада     | 25. юни 2016 | 105            |
| Швеция     | 25. юни 2016 | 8              |
| Италия     | 25. юни 2016 | 122            |
| Люксембург | 25. юни 2016 | 13             |

## Издаване
| Държава  | Дата         | Издател   | Облик                           |
| -------- | ------------ | --------- | ------------------------------- |
| Сърбия   | 25. юни 2016 | CecaMusic | стандартна и картонена опаковка |
| по света | 25. юни 2016 | CecaMusic | дигитално                       |
| България | 18. юли 2016 | CecaMusic | картонена опаковка              |

## В България
По изричното настояване на Цеца, албумът не се разпространява в търговската мрежа в България. Решението на певицата е да зарадва българските си почитатели, подарявайки им екземпляр от „Аутограм“ с всеки закупен билет за концертите ѝ в зала „Арена Армеец“, провели се на 16 март и 17 март 2017 г., част от турнето „Аутограм“. Жестът е само за българската публика.

## Тираж
Общият тираж на албума е 150 000 копия, от тях – 50 000 (стандартна опаковка) и 100 000 (картонена опаковка)

## Друга информация
- Записан в студио Miraco music, Белград
- Продуцент: Дамир Ханданович
- Микс: Мирко Гаврич, Дамир Ханданович
- Програмиране: Дамир Ханданович
- Електрическо пиано: Дамир Ханданович
- Пиано: Сречко Митрович, Душан Алагич
- Брас секция: Милош Николич
- Бас: Мирослав Товирац, Марко Николич
- Цигулка: Сунай
- Кларинет: Предраг Йованович
- Беквокали: Анастасия Ражнатович, Светлана Ражнатович, Драгана Ракчевич, Мирко Гаврич, Дамир Ханданович
- Барабани: Дамир Ханданович, Влада Мигрич, Владан Попович Поп
- Тромпет: Предраг Йованович
- Акустична китара: Горан Божович, Пая Вучкович
- Електрическа китара: Петър Трумбеташ, Влада Негованович, Кики Лесендрич
- Тарамбука: Дамир Ханданович
- Акордеон: Сречко Митрович, Дамир Ханданович, Енес Маврич
- Фагот: Марко Коядинович, Горан Маркович
- Синтезатор: Дамир Ханданович, Сречко Митрович, Боян Васич, Владимир Прерадович
- Бузуки: Петър Трумбеташ
- Фотограф: Милош Надаждин
- Облекло: Стефан Орлич
- Прическа: Светлана Бубаня Буцка
- Грим: Душан Лазич
- Графичен дизайн: Станислав Закич
- Производство, маркетинг и дистрибуция: City records